# Sonja Sperl
Sonja Sperl (ur. 3 grudnia 1936 w Bayerisch Eisenstein, zm. 13 sierpnia 2020 w Bad Kötzting) – niemiecka narciarka alpejska reprezentująca barwy RFN, srebrna medalistka mistrzostw świata.
Wystartowała w zjeździe na igrzyskach olimpijskich w Cortinie d’Ampezzo w 1956 roku, gdzie zajęła 32. miejsce. Podczas rozgrywanych dwa lata później mistrzostw świata w Badgastein zajmowała 11. miejsce w kombinacji, 16. w gigancie, 28. w slalomie i 30. w zjeździe. Brała też udział w igrzyskach olimpijskich w Squaw Valley w 1960 roku, plasując się na siódmej pozycji w zjeździe, ósmej w slalomie oraz dziewiątej w gigancie. W rozegranej tam kombinacji wywalczyła srebrny medal. Konkurencja ta była rozgrywana tylko w ramach mistrzostw świata. W zawodach tych rozdzieliła Kanadyjkę Anne Heggtveit i swą rodaczkę, Barbarę Henneberger.

## Osiągnięcia

### Igrzyska olimpijskie
| Miejsce | Dzień     | Rok  | Miejscowość       | Konkurencja | Czas biegu | Strata | Zwyciężczyni      |
| ------- | --------- | ---- | ----------------- | ----------- | ---------- | ------ | ----------------- |
| 32.     | 1 lutego  | 1956 | Cortina d’Ampezzo | Zjazd       | 1:40,7     | +17,1  | Madeleine Berthod |
| 7.      | 20 lutego | 1960 | Squaw Valley      | Zjazd       | 1:37,6     | +3,4   | Heidi Biebl       |
| 9.      | 23 lutego | 1960 | Squaw Valley      | Gigant      | 1:39,9     | +2,0   | Yvonne Rüegg      |
| 8.      | 26 lutego | 1960 | Squaw Valley      | Slalom      | 1:49,6     | +9,2   | Anne Heggtveit    |

### Mistrzostwa świata
| Miejsce | Dzień     | Rok  | Miejscowość       | Konkurencja | Czas biegu | Strata     | Zwyciężczyni      |
| ------- | --------- | ---- | ----------------- | ----------- | ---------- | ---------- | ----------------- |
| 32.     | 1 lutego  | 1956 | Cortina d’Ampezzo | Zjazd       | 1:40,7     | +17,1      | Madeleine Berthod |
| 28.     | 3 lutego  | 1958 | Badgastein        | Slalom      | 1:45,6     | +15,4      | Inger Bjørnbakken |
| 30.     | 6 lutego  | 1958 | Badgastein        | Zjazd       | 2:12,1     | +13,2      | Lucile Wheeler    |
| 16.     | 8 lutego  | 1958 | Badgastein        | Gigant      | 1:54,6     | +7,5       | Lucile Wheeler    |
| 11.     | 8 lutego  | 1958 | Badgastein        | Kombinacja  | 3,80 pkt   | +20,06 pkt | Frieda Dänzer     |
| 7.      | 20 lutego | 1960 | Squaw Valley      | Zjazd       | 1:37,6     | +3,4       | Heidi Biebl       |
| 9.      | 23 lutego | 1960 | Squaw Valley      | Gigant      | 1:39,9     | +2,0       | Yvonne Rüegg      |
| 8.      | 26 lutego | 1960 | Squaw Valley      | Slalom      | 1:49,6     | +9,2       | Anne Heggtveit    |
| 2.      | 26 lutego | 1960 | Squaw Valley      | Kombinacja  | 6,96 pkt   | +3,12 pkt  | Anne Heggtveit    |